# فيينا (فيرجينيا)
فيينا  هي بلدة تابعة لمقاطعة فيرفاكس بولاية فيرجينيا، عدد سكانها 16.485 حسب تقديرات 2019.